# Takraf GmbH
Die Takraf GmbH (Eigenschreibweise TAKRAF) ist ein weltweit tätiges, mittelständisch strukturiertes Unternehmen für Tagebaugeräte und Massengutumschlagsanlagen mit Sitz in Leipzig, das mittelbar zum italienischen Konzern Tenova gehört.

## Geschichte
Aus Teilen des ehemaligen Kombinats TAKRAF (Takraf Holding, Takraf Anlagenbau und dem Kerngeschäft der Schwermaschinenbau Lauchhammerwerk AG) wurde 1992 die Takraf Lauchhammer GmbH Leipzig (TLL) gegründet.
1994 wurde die TLL durch die Treuhandanstalt an die MAN Fördertechnik Nürnberg verkauft und verschmolz mit dieser zur MAN Takraf Fördertechnik GmbH.
Während der Jahre in der MAN erfuhren alle Standorte Umstrukturierungen und Konzentrierungen der Aktivitäten. Später wurde MAN Takraf Fördertechnik GmbH der MAN Ferrostaal AG zugeordnet.
2006 wurde MAN Takraf Fördertechnik GmbH an die VTC Industrieholding GmbH verkauft, seitdem firmiert diese als Takraf GmbH.
2007 erwarb die Tenova, eine Tochtergesellschaft der internationalen Techint-Gruppe, die Takraf GmbH von der VTC.
Nach außen tritt das Unternehmen seit dem Rebranding 2020 als Takraf Group auf.

## Unternehmensstruktur
Die Takraf GmbH ist eine 100%ige Tochtergesellschaft der Tenova Deutschland Holding GmbH, die zu 100 % der Tenova S.p.A. gehört. Die Takraf GmbH ist vollumfänglich in den Tenova-Konzern integriert und stellt einen nicht unwesentlichen Teil dessen operativen Geschäftes dar. Sie verfügt über einen weiteren Standort in Lauchhammer (zusammen etwa 250 Mitarbeiter) sowie Tochtergesellschaften weltweit.